# Nhà thờ gỗ Kežmarok

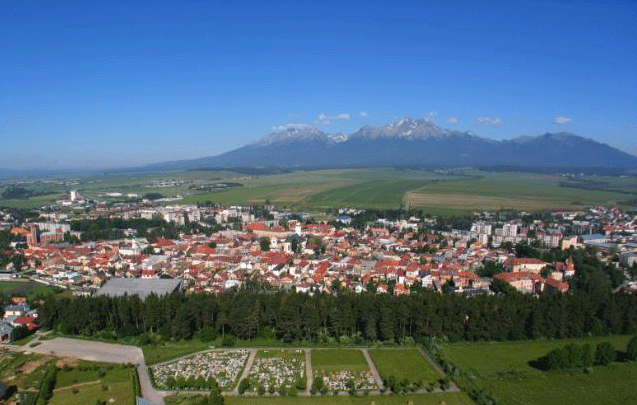
Nhà thờ tọa lạc tại thị trấn Kežmarok

Nhà thờ gỗ Kežmarok (tiếng Slovak: Drevený artikulárny kostol v Kežmarku) là một nhà thờ bằng gỗ tọa lạc tại thị trấn Kežmarok, Slovakia. Những tín hữu Lutheran tại Kežmarok đã tự tay xây cất nhà thờ này trong thời kỳ bị đàn áp tôn giáo, khi đó họ chỉ được phép xây nhà thờ bằng gỗ. Điều này lý giải tại sao ngay đến cái đinh xây nhà thờ cũng được làm bằng gỗ. Nhiều tín hữu Tin lành từ khắp nơi trên thế giới, trong đó có Thụy Điển và Đan Mạch, đã hỗ trợ tài chính cho quá trình xây dựng nhà thờ gỗ Kežmarok.

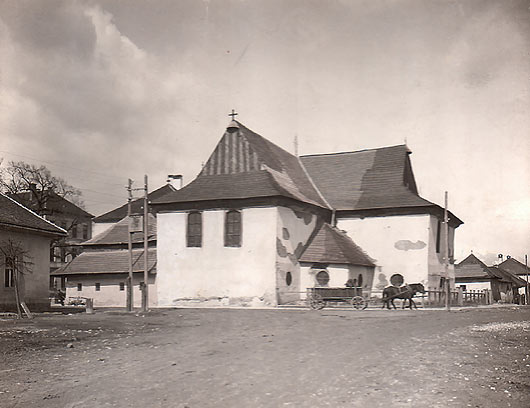
Một tấm hình trắng đen của nhà thờ trước khi được đại trùng tu vào những năm 1990

Phần duy nhất trong nhà thờ được làm bằng đá đó là căn phòng để đồ thờ tự. Căn phòng này được xây từ năm 1593 từ một quán rượu phía bên ngoài tường thành của thị trấn. Vào thế kỷ 17, khi Thánh chế La Mã vẫn còn nằm dưới sự cai trị của gia tộc Habsburg thì hội Thánh Tin lành, ở một phần thuộc lãnh thổ của Slovakia ngày nay, đã bị đàn áp nặng nề. Bấy giờ, trong mỗi thị trấn hoàng gia được cai quản bởi giới quý tộc, số lượng nhà thờ Tin lành được phép xây dựng đều bị giới hạn, trong đó có nhà thờ ở Kežmarok. Điều kiện để xây dựng nhà thờ là phải xây bằng những vật liệu rẻ tiền nhất (thời đó là gỗ), đồng thời buộc phải xây xong trong 365 ngày. Ngoài ra, địa điểm xây nhà thờ Tin lành cũng phải do một hội đồng hoàng gia lựa chọn. Thời ấy ở Kežmarok, hội đồng hoàng gia đã chủ tâm chọn một nơi từng là quán rượu làm nơi thờ tự cho hội Thánh Tin lành, nhằm hạ thấp cộng đồng Kháng Cách tại địa phương. Sau đó, quán rượu được chọn đã nhanh chóng được hợp nhất với nhà thờ để thành một phòng để đồ thờ tự.

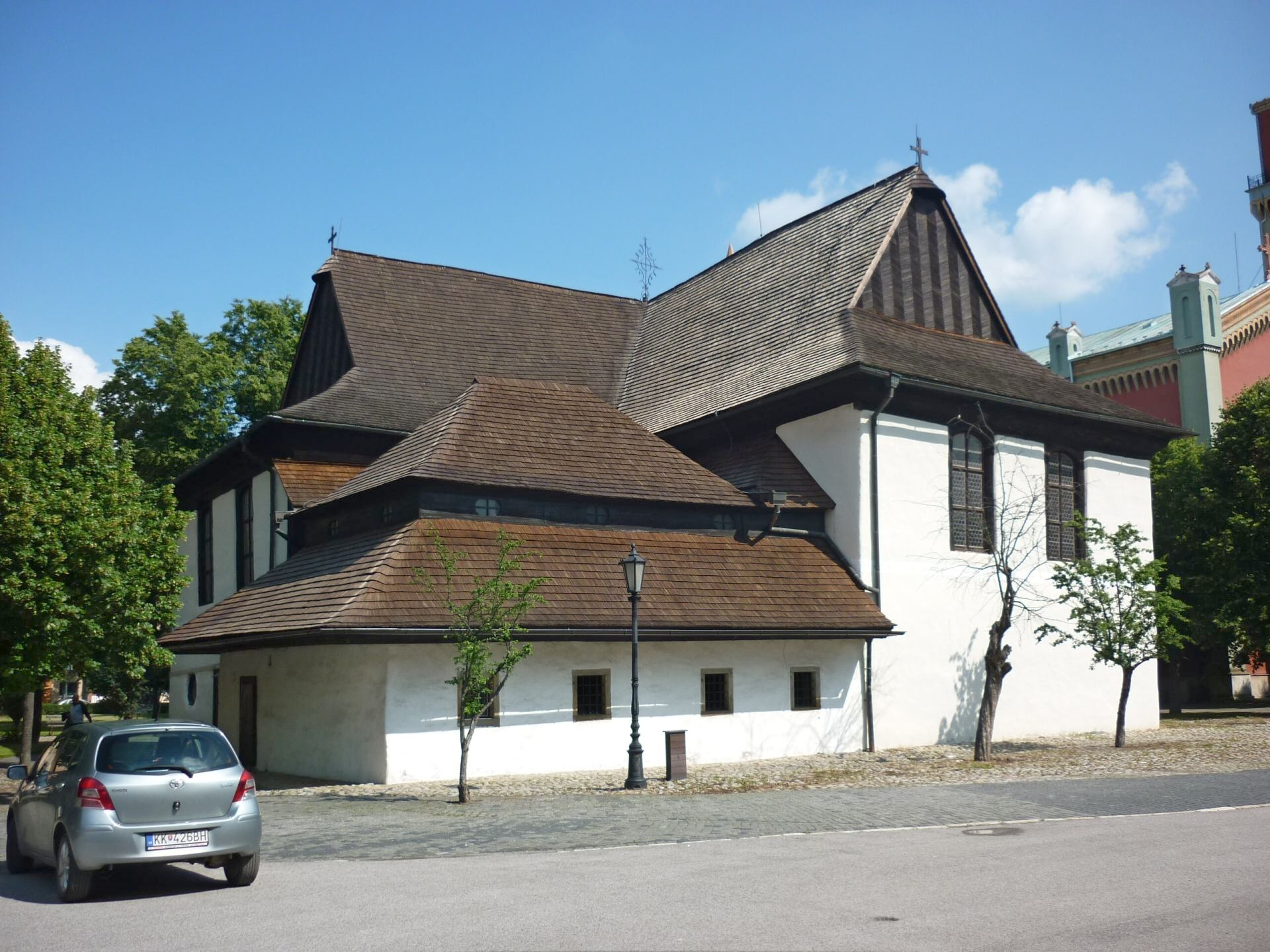
Nhà thờ gỗ ngày nay

Những phần cổ nhất của nhà thờ bao gồm một văn bia có từ năm 1688 và nhà rửa tội theo phong cách Phục Hưng có từ năm 1690. Văn bia cổ và nhà rửa tội là những di tích còn sót lại duy nhất của nhà thờ được xây lần đầu tiên. Sau này, vào năm 1717, người ta đã xây thêm một nhà thờ gỗ thứ hai theo phong cách Baroque, để thay thế cho nhà thờ đầu tiên. Nhà thờ thứ hai được thiết kế theo hình dạng của Thánh giá Hy Lạp. Không gian bên trong nhà thờ có sức chứa lên đến 1.541 giáo dân. Theo truyền thuyết, những cửa sổ hình tròn trong nhà thờ là do các thủy thủ người Thụy Điển góp phần xây nên. Được biết, cây đại phong cầm trong nhà thờ này có thể phát ra âm thanh hoàn hảo dù chỉ được làm từ ống gỗ và được hoàn thành vào năm 1729. Từ năm 1892, nhà thờ gỗ Kežmarok đã được chính phủ Slovakia bảo tồn như một di tích lịch sử quan trọng. Năm 1985, Nghị viện Slovakia chính thức tuyên bố nhà thờ gỗ Kežmarok là một Di tích lịch sử Quốc gia. Theo đó, trong những năm 1990, nhà nước đã bỏ ra nhiều kinh phí để tôn tạo lại nhà thờ.
Nhà thờ gỗ Kežmarok là một trong năm nhà thờ duy nhất của Giáo hội Luther còn sót lại ở Slovakia. Những nhà thờ khác nằm rải rác tại Hronsek, Istebné, Leštiny và Svätý Kríž gần Liptovská Mara.